# الانتخابات الرئاسية الفرنسية 2007
أقيمت الانتخابات الرئاسية الفرنسية لسنة 2007 في 22 أبريل لاختيار رئيس الجمهورية الفرنسية لولاية تدوم خمس سنوات وذلك خلفا لجاك شيراك الذي قرر عدم الترشح لولاية ثالثة. تنافس في هذه الدورة اثتا عشر مرشحا تم انتخابهم من قبل الشعب. أقيم دور ثان من الانتخابات في 6 مايو بعد عدم استطاعة أي مترشح تجاوز نسبة 50% من الأصوات خلال الدور الأول.
سيطر جو من الترقب والقلق على الانتخابات بسبب الخشية من تكرار ما حدث في الانتخابات الأخيرة عندما حقق مرشح أقصى اليمين تقدما كبيرا وجاء في المرتبة الثانية.

## المرشحون
- نيكولا ساركوزي (الاتحاد من أجل حركة شعبية)
- سيغولان رويال (الحزب الاشتراكي)
- فرنسوا بايرو (الاتحاد من أجل الديمقراطية الفرنسية)
- جان ماري لوبان (الجبهة الوطنية)
- أوليفييه بيزنسنوه (الرابطة الشيوعية الثورية)
- أرليت لاغيلييه (القوة العمالية)
- فيليب دي فيلييه (الحركة من أجل فرنسا)
- دومينيك فوينييه (حزب الخضر)
- جوزي بوفي (الكوفدرالية الزراعية)
- ماري جورج بوفييه (الحزب الشيوعي الفرنسي)
- فريديريك نيلهوز (الصيد, الطبيعة والعادات)
- جيرارد شيفاردي (حزب العمال)

## المنتخبون
العدد الإجمالي للفرنسيين الذين لهم الحق في التصويت هو 44.5 مليون ناخب.

### المترددون
أصابت حيرة عددا كبيرا من الفرنسيين الذين لم يعرفوا لأي مرشح سيوصوتون.. تردد البعض وجعلهم يترددون ما بين التعبير عن مؤازرتهم لأفكار بعض المرشحين المقنعين بأفكارهم المدافعة عن البيئة والكوكب الذي يقدمون البراهين الدامغة في أنه بات «على شفير هاوية»، وبعض الذين ينادون بكرامة الإنسان أمام «عولمة طاغية تحصد الأخضر واليابس في طريقها». استغل بعض المترشحين تردد الناخبين ودعوا إلى التصويت المفيد كما أنتاب الخوف الفرنسيين من تكرار سيناريو 2002 الذي أوصل جان ماري لوبان مرشح اليمين المتطرف إلى الدور الثاني. سبب التصويت النفيد ومشاعر القلق من حصول بعض الأحزاب الصغيرة كالخضر والحزب الشيوعي إلى الحصول على نسب متدنية جدا وذلك بسبب تصويت أنصرهم لصالح ساركوزي أو رويال أو بايرو لإيقاف زحف لوبان.

## الجولة الأولى
أقيمت الجولة الأولى في الانتخابات في يوم 22 أبريل 2007 وبدأت في فتحت مراكز الاقتراع أبوابها في الساعة الثامنة صباحا بالتوقيت المحلي. أسفرت هذه الجولة عن ترشح نيكولا ساركوزي وسيغولان رويال إلى الدور الثاني وذلك على إثر حصول نيكولا ساركوزي مرشح حزب الاتحاد من أجل حركة شعبية على 31.11% من الأصوات، فيما حصلت سيغولان رويال مرشحة الحزب الاشتراكي على نحو 25.84% من الأصوات، وحصل مرشح حرب (الاتحاد من أجل الديمقراطية الفرنسية) فرنسوا بايرو نحو 18% من الأصوات، وجان ماري لوبان مرشح حرب الجبهة الوطنية على نحو 11% من الأصوات.
خيم جو من الخوف على هذه الدورة وذلك بعد العزوف عن التصويت في الدور من انتخابات 2002 والذي أدى إلى وصول زعيم اليمين المتطرف إلى الدور الثاني. دفع هذا الجو الفرنسيين إلى توجه بكثافة إلى صناديق الاقتراع وبلغت نسبة المشاركة رقم قياسيا وصل إلى 85 %. تعد هذه أعلى نسبة مشاركة في انتخابات رئاسية تشهدها فرنسا منذ رشح شارل ديغول نفسه لمنصب الرئيس في العام 1965.

## المناظرة التلفيزيونية
أقيمت مناظرة تلفيزيونية إثر الدور الأول تقابل فيها كل من نيكولا ساركوزي مرشح اليمين الفرنسي وسيغولين رويال مرشحة اليسار. استمرت المناظرة مدة ساعتين وشاهدها 22 مليون شخص. تميزت امناظرة بهجوم حاد لرويال على نيكولا ساركوزي واتهمته والحكومة التي كان فيها بالفشل.

## الجولة الثانية

بالأحمر المناطق التي فازت فيها المرشحة الاشتراكية والأزرق مناطق تقدم ساركوزي إثر عملية التصويت في الدور الثاني

واجه نيكولا ساركوزي سيغولان رويال في الجولة الثانية لحصولهما على أعلى نسبتين في الدور الأول. أقيم الدور الثاني في السادس من شهر مايو وفاز ساركوزي ب 53,07 % من الأصوات. تعتبر هده المرة الأولى التي تصل فيها مرأة إلى الدور الثاني. بلغت مشاركة نسبية قياسية كما في الدور الأول فوصلت إلى نسبة 85 بالمائة. بعد إعلان النتائج وقعت مصادمات محدودة بين الشرطة ومتظاهرين في باريس وبعض المدن الأخرى. وألقى عدة مئات من المحتجين في ميدان الباستيل بالزجاجات والحجارة على الشرطة وهم يهتفون «ساركو فاشي». تسلم ساركوزي مهمته الجديدة في 16 مايو.

## التصويت الإلكتروني

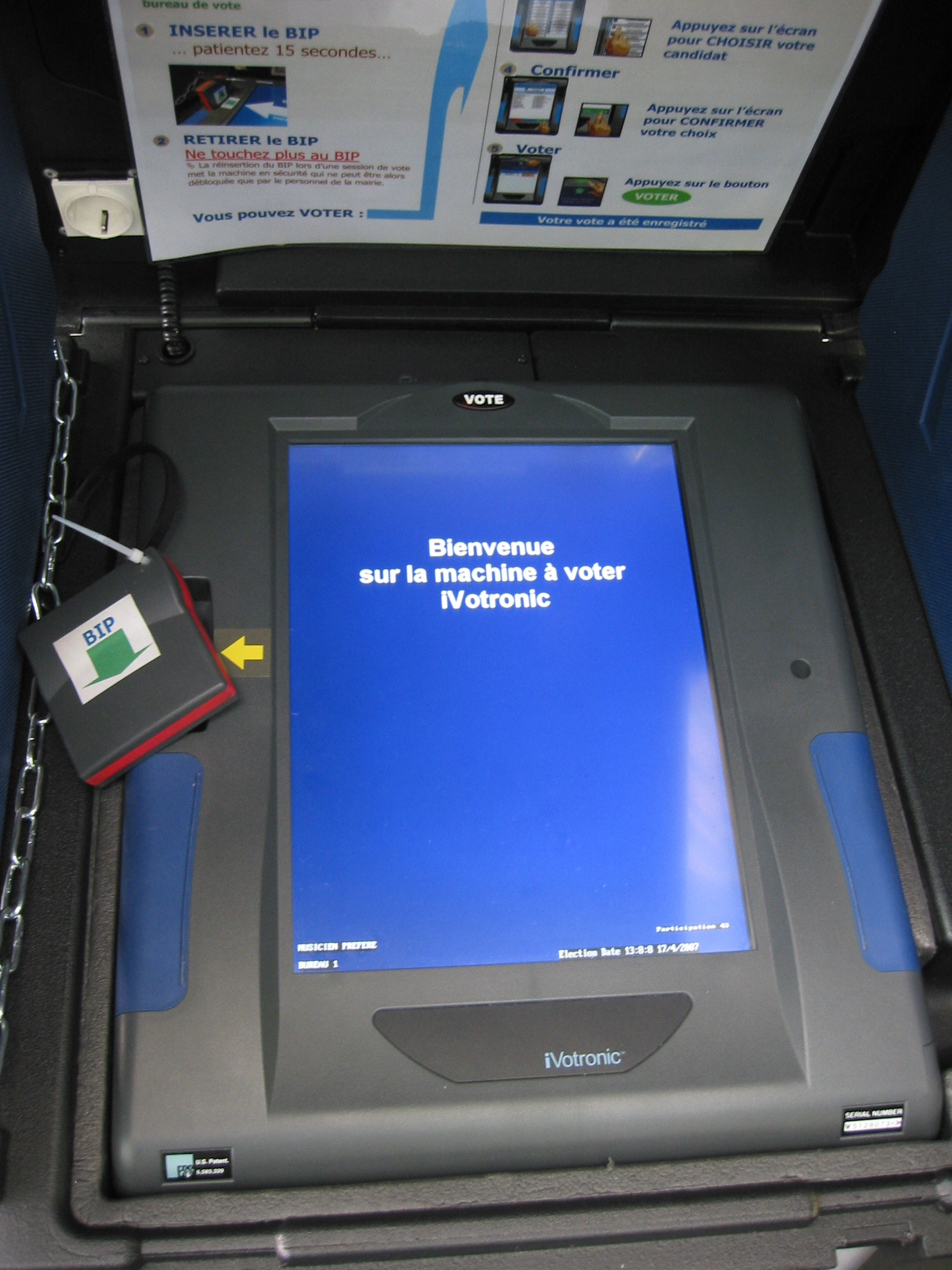
آلة تصويت الكتروني

تم اعتماد التصويت الالكتروني في أكثر من 82 منطقة. أثيرت الشكوك حول صدقية عملية التصويت الإلكتروني وأمانها. أثار عملية إدراج التصويت الإلكتروني لأول ممرة في تاريخ الانتخابات الفرنسية انتقاد الاشتراكيين والبعض الآخر من الأحزاب المعارضة واصفين هذه التكنولوجيا بأنها وسيلة خطيرة لا يمكن الاعتماد عليها. ومن المقرر أن يستخدم هذه التقنية الجديدة حوالي 1.5 مليون ناخب فرنسي.

## معرض صور

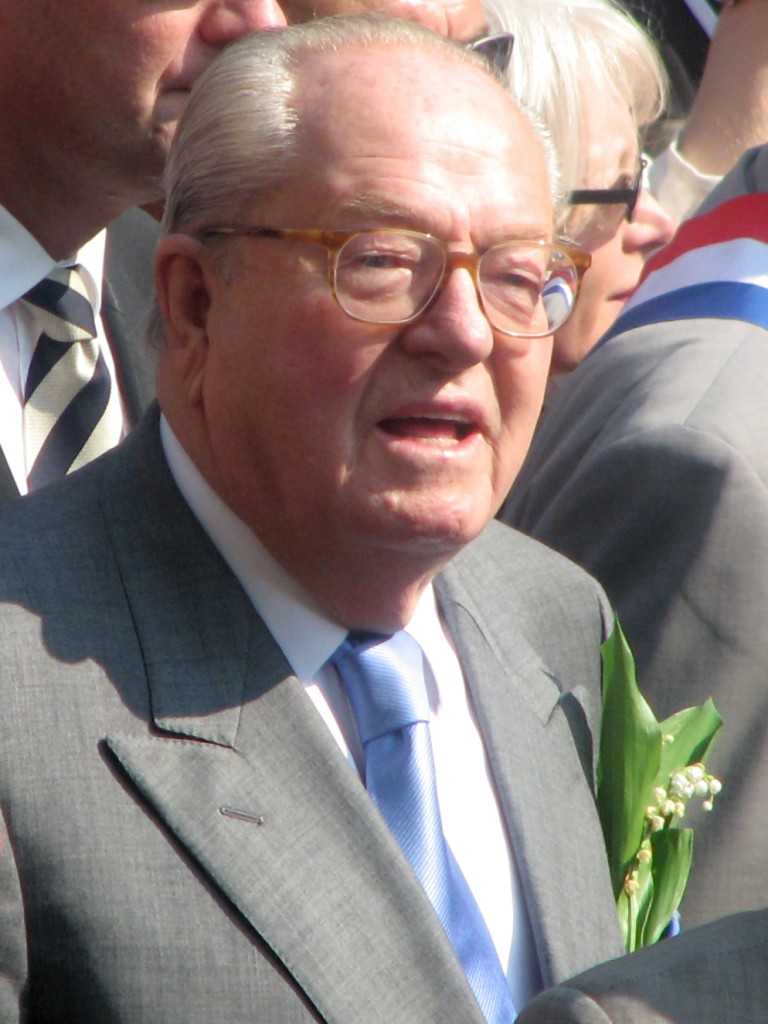
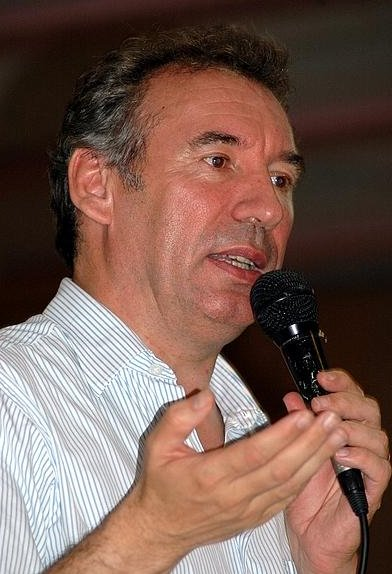
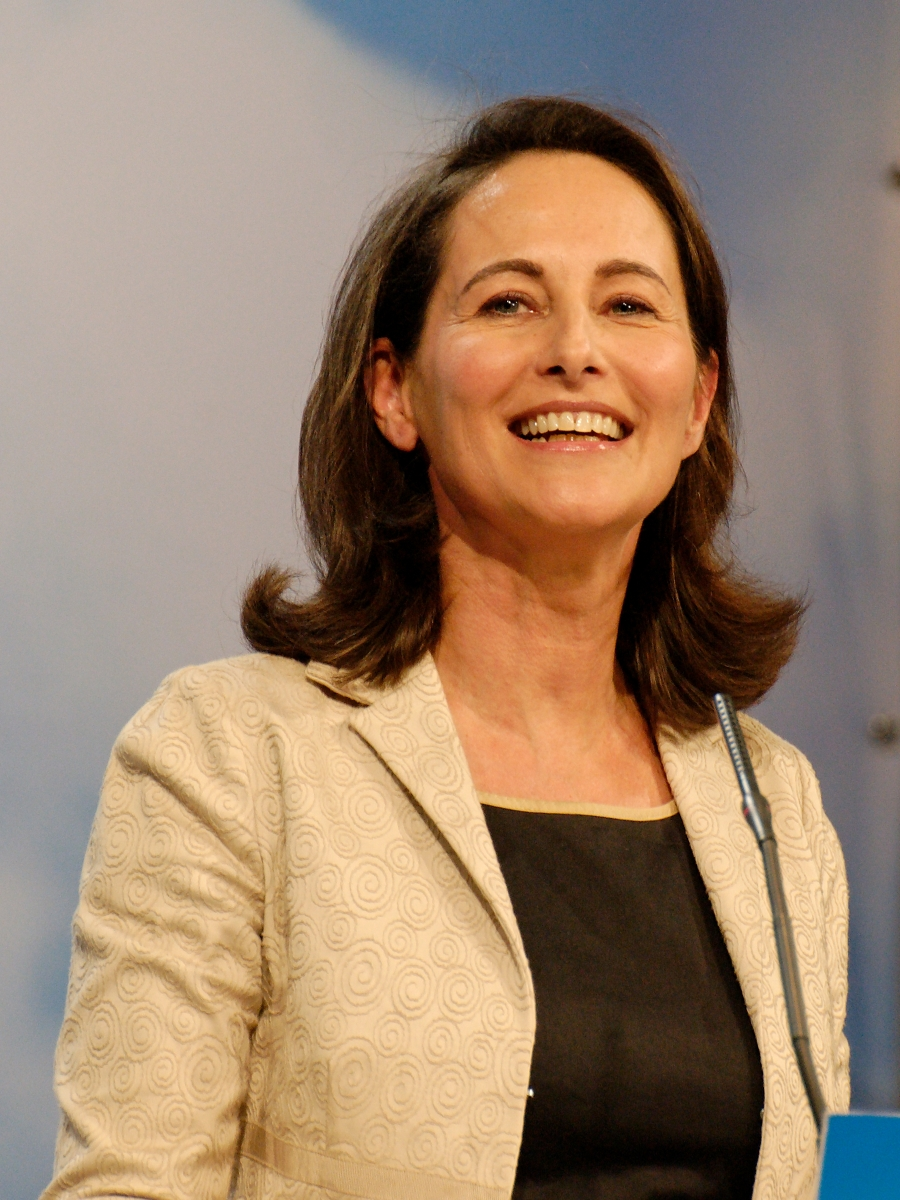